# ローラ・T88/00
ローラ・T88/00（Lola T88/00）は、ローラが設計・製造したオープンホイールレーシングカーである。1988年のインディカー・シーズンで使用された。15戦中4回優勝を記録し、ボビー・レイホールとマリオ・アンドレッティがそれぞれ2勝を挙げた。イルモア-シボレー 265-Aターボエンジンの他に、フォード・コスワース DFXやジャッド AVを搭載していた。